# مصطفى إبراهيم (عالم رياضيات)
مصطفى إبراهيم مصطفى عالم رياضيات مصري بارز في مجال تكنولوجيا تشفير المعلومات، لقّبه أساتذته في جامعة وارويك ب« نوتن مصر» لما أنجزه في مجال علم التشفير. وهو باحث بمعهد نيوتن لعلوم الرياضيات المتقدمة بجامعة كامبريدج.
عندما عاد إلى مصر وجّه انتقادات واتهامات عديدة للمسؤولين في مجال التعليم العالي، منها أنّهم يهمّشون علم التشفير وعلماءه المصريين إلى درجة «كارثية» تعرّض الأمن القومي المصري للخطر أمام إسرائيل، وأنّه عوقب باقتحام بيته لرفضه عروض بإلقاء محاضرات في جامعة تل أبيب، كما تبنّى رفع قضية تورّط مسؤولين منهم الوزير حسين خالد في اتفاقية بيع الشهادات إلى النائب العام، وتمّ رفده قسرياً من منصبه كأستاذ بجامعة 6 أكتوبر (بطريقة تخالف اللوائح وتضمّنت تزوير إمضائه  عقاباً له بعد اعتراضه على تدهور التعليم والبحث العلمي بالجامعة. وقد تضمنت هذه التجاوزات تعيين أقارب غير أكفّاء، والتربح من مسروقات علمية.

## السيرة الأكاديمية
درّس بعدّة جامعات أمريكية وبريطانية ورغم ذلك طُرِد من التدريس في جامعة 6 أكتوبر.
- التحق عام 2000 بجامعة 6 أكتوبر كأستاذ جامعي، عن طريق توصية علمية من وزير التعليم العالي آنذاك ولم يوقّع أيّ عقد عمل حتّى فُصل «ظُلماً» بعدها بسنين.[2]
- منذ عام 2005 يعمل مراجعاً لأبحاث مجلة جمعية الرياضيات الأمريكية.[2]
- منذ عام 2007 عضو ناشئ بمشروع الاتحاد الأوروبي المرتبط بعلم تشفير المعلومات.[2]
- أول مصري ينشر في مجلة الرياضيات الأمريكية المرموقة « رامنجان ».[2]
- بحث رسالة الدكتوراة في علم تشفير المعلومات بقسم نظرية الأعداد بجامعة وارويك البريطانية ونالها سنة 2009.[8] عن طريق منحة دولية («المنحة البريطانية للعلوم الهندسية لأبحاث الدكتوراه في الرياضيات») كان أول مصري يحصل عليها، وذلك عقب اكتشافه «تجريداً جديداً للتفاضل في دراسة تركيبات رياضية» على نظرية إسحق نيوتن، وهو ما جعل أساتذتى يطلقون على «نيوتن مصر».[2]
- منذ 2009 عضو ناشئ باحث بمعهد نيوتن لأبحاث علوم الرياضيات المتقدمة بجامعة كامبريدج.
- رفض في أعوام 2008 و2009 المشاركة في مؤتمرات والتدريس بجامعة تل أبيب والتي عرضت عليه منحة للتدريس هناك عدة مرات.[2][3]

## مطاردته في مصر وانتقاده تهميش العلماء
صرّح إبراهيم سنة 2011 أنّ هناك جهات تطارده داخل مصر وتحاول النيل منه بسبب رفضه التدريس في إسرائيل.  فبمجرد رفضه لمنحة من جامعة تل أبيب سنة 2009، وفور وعودته إلى مصر، فوجئ بسرقة اللاب توب الخاص به من داخل منزله، وقام رئيس جامعة 6 أكتوبر آنذاك بطرده من عمله بهيئة التدريس بالجامعة دون سبب - رغم تدريسه بعدة جامعات أمريكية وبريطانية وانفراده بتخصص التشفير النادر.
ويتّهم وزير التعليم العالي بحكومة الجنزوري بأنّه يسير على نفس نهج أسلافه في تهميش علم التشفير بمصر مقارنة بإسرائيل حيث يوجد 11 عالم تشفير بتل أبيب. ويُحذّر بأنّ «مصر سيتم تدميرها اقتصاديا وعسكريا بسبب اختراق الأمن القومي المصري تماما والاتصالات المصرية، وكذلك التحويلات البنكية والتجارية إضافة إلى الانترنت  والمواقع... لو تم تطبيق أبحاث التشفير فلا يمكن السماح بمثل تلك الاختراقات الخطيرة للغاية خاصة على شئون الأمن القومى والشئون العسكرية».
انضمّ إبراهيم يوم 3 يناير 2012 إلى المجلس السياسي للمعارضة المصرية.